# Must Be Love
«Must Be Love» es una canción compuesta por Tommy Bolin y John Tesar, e interpretada por la banda estadounidense James Gang. Fue publicado en diciembre de 1973 como el sencillo principal del sexto álbum de estudio de la banda, Bang.

## Recepción de la crítica
Un escritor no especificado de la revista Cash Box indicó que “la sensación es cercana a la generada por the Allman Brothers, completa con deliciosos licks de guitarra slide y suaves armonías”.

## Lista de canciones
| US 7-inch single |                           |                       |          |  |
| N.º              | Título                    | Escritor(es)          | Duración |  |
| 1.               | «Must Be Love»            | Tommy Bolin Jeff Cook | 3:30     |  |
| 2.               | «Got No Time for Trouble» | Bolin John Tesar      | 3:47     |  |

## Créditos y personal
Créditos adaptados desde las notas de álbum de Bang.
James Gang
- Roy Kenner – voz principal y coros, percusión
- Tommy Bolin – guitarra, sintetizador Moog,
- Dale Peters – bajo eléctrico, fuzz bass, percusión

Personal técnico
- James Gang – productor
- Ken Hamann – ingeniero de audio
- Tom Dowd – mezclas
- Ken Hamann – mezclas
- Jimmie Haskell – arreglos

## Posicionamiento
| Gráfica (1974)                            | Pico de posición |
| ----------------------------------------- | ---------------- |
| Canadá (RPM Top Singles)                  | 51               |
| Estados Unidos (Billboard Hot 100)        | 54               |
| Estados Unidos (Cash Box Top 100 Singles) | 45               |